# جیسون لایولی
جیسون لایولی (انگلیسی: Jason Lively؛ زادهٔ ۱۲ مارس ۱۹۶۸) یک هنرپیشه اهل ایالات متحده آمریکا است.